# José Hernández (futbolista mexicano)
José Hernández (Ciudad de México, 12 de abril de 1996) es un futbolista mexicano. Juega de centrocampista.

## Trayectoria
Hernández comenzó su carrera en la academia del Real Salt Lake en Arizona. En su etapa como universitario, jugó para los UCLA Bruins entre 2015 y 2016. Durante esos años, jugó para el Real Monarchs, donde debutó profesionalmente el 22 de marzo de 2015 en el empate 0:0 ante el LA Galaxy II, y en 2016 jugó para los FC Golden State Force de la Premier Development League.
El 21 de diciembre de 2016, Hernández fichó por el Real Salt Lake como jugador de cantera.
El 1 de febrero de 2019 fue transferido al LA Galaxy II de la USL. Solo estuvo una temporada en Los Ángeles, y el 19 de diciembre fichó por el Oklahoma City Energy FC.

## Clubes
| Club                     | País           | Año       |
| ------------------------ | -------------- | --------- |
| Real Monarchs            | Estados Unidos | 2015      |
| FC Golden State Force    | Estados Unidos | 2016      |
| Real Salt Lake           | Estados Unidos | 2017-2018 |
| Real Monarchs (préstamo) | Estados Unidos | 2017-2018 |
| LA Galaxy II             | Estados Unidos | 2019      |
| Oklahoma City Energy     | Estados Unidos | 2020      |
| Oakland Roots            | Estados Unidos | 2021-2022 |
| Phoenix Rising FC        | Estados Unidos | 2023-2024 |